# Islas Andersson
Las islas Andersson (según Argentina) o islas Águila (según Chile), es un grupo de seis islas, situado al sudoeste de la bahía Duse, entre la costa este de la península Trinidad y la isla Vega, en aguas del canal Príncipe Gustavo, en el extremo norte de la península Antártica.

## Islas
- Isla Águila
- Isla Beak o Pico
- Isla Corry
- Isla Cola
- Isla Huevo
- Islote Remolino o Vortex
- Rocas Tongue

## Historia y toponimia
Fueron vistas por primera vez por la Expedición Antártica Sueca entre 1901 y 1904, al mando de Otto Nordenskjöld. Fueron cartografiadas en 1945 por el British Antarctic Survey (BAS), siendo la mayor isla nombrada en referencia al buque Eagle, una de las naves utilizadas por las expediciones del BAS. Chile adoptó el topónimo y lo tradujo al castellano, extendiéndolo además a todo el archipiélago.
En la toponimia antártica argentina, hacen homenaje a Johan Gunnar Andersson, segundo al mando de la expedición de Nordenskjöld.

## Reclamaciones territoriales
Argentina incluye a las islas en el departamento Antártida Argentina dentro de la provincia de Tierra del Fuego, Antártida e Islas del Atlántico Sur; para Chile forma parte de la comuna Antártica de la provincia Antártica Chilena dentro de la Región de Magallanes y de la Antártica Chilena; y para el Reino Unido integra el Territorio Antártico Británico. Las tres reclamaciones están sujetas a las disposiciones del Tratado Antártico.
Nomenclatura de los países reclamantes:
- Argentina: islas Andersson[4][5]
- Chile: islas Águila[2]
- Reino Unido: ¿?